# جو إيرا كلارك
جو إيرا كلارك (بالإنجليزية: Joe Ira Clark)‏ مواليد 15 يونيو 1975 في فورت وورث، هو لاعب كرة سلة أمريكي. بدأ مسيرته الاحترافية في سنة 1998. يلعب مع فريق أولسان موبيس فوبوس في الدوري الكوري لكرة السلة كلاعب وسط. يحمل الرقم 40. يبلغ طوله 6 قدم 8 بوصة (2.0 م).

## المسيرة الاحترافية
لعب مع فابريانو باسكت في موسم 2002–2003، ثم لعب مع نادي أنادولو إفيس لكرة السلة في سنة 2003، ثم لعب مع نادي ماكدونيكوس لكرة السلة في موسم 2003–2004، ثم لعب مع نادي يونيكس قازان لكرة السلة في موسم 2004–2005، ثم لعب مع أولكرسبور في سنة 2006، ثم لعب مع فنربخشة لكرة السلة في الدوري التركي في موسم 2006–2007.

## روابط خارجية
- جو إيرا كلارك على موقع الدوري الأوروبي لكرة السلة (الإنجليزية)
- جو إيرا كلارك على موقع كرة السلة الأوروبية.كوم (الإنجليزية)
- جو إيرا كلارك على موقع كلية كرة السلة في سبورتس رفرنس.كوم (الإنجليزية)
- جو إيرا كلارك على موقع ريلجم (الإنجليزية)
- جو إيرا كلارك على موقع بروبوليرز (الإنجليزية)
- جو إيرا كلارك على موقع سبورتس رفرنس (الإنجليزية)